# Adolf Drobny
Adolf Drobny (* 1938 in Linz; † 12. Dezember 1994 in Pregarten) war ein österreichischer Goldschmied und Künstler.

## Leben
Adolf Drobny absolvierte die Ausbildung zum Goldschmiedemeister und staatlich geprüften Schmuckdesigner. Anschließend studierte er an der Kunst- und Werkschule in Pforzheim, wo er seine Gattin Elsa, eine Uhrmachermeisterstochter und selbst Goldschmiedemeisterin, kennengelernt hatte.
Im Jahr 1964 gründeten Adolf und Elsa Drobny in der Linzer Herrenstraße eine Werkstätte mit Verkaufsgeschäft. Ihre Arbeiten galten damals als einzigartig und avantgardistisch in Linz. Bald wurde die Werkstätte vergrößert und auch personell um Alois Stimpl und Fritz Esterbauer erweitert. In der Folge wurden Filialen in Salzburg und Zell am See gegründet. Aus Drobnys Werkstätten gingen später einige selbständige Goldschmiedebetriebe hervor, die er auch  unterstützte. Zu dieser Zeit lebten sie in einem Haus in Leonding.
1972 erwarb Drobny die „Felsenburg“ in Pregarten, eine 1921 vom Wiener Stadtbaumeister Anton Klappholz erbaute Villa im Neorenaissancestil des Wiener Geschäftsmannes Anton Watzl, in die er nach umfassender Renovierung seinen Wohnsitz verlegte. Das Ehepaar Drobny engagierte sich in der Pregartner Kultur und waren Mitbegründer und Förderer des Pregartner Kulturvereins „CART“.
Drobny war zudem Innungsmeister der Goldschmiede in der Wirtschaftskammer und gründete den Verein „Freunde der Goldschmiedekunst“ zur Förderung von zeitgenössischem Schmuck und Entwicklung neuer ästhetischer Ausdrucksformen. 1989 initiierte er die Schule für Schmuckgestaltung mit Institut auf Vereinsbasis im für diesen Zweck erworbenen Losensteiner Freihaus in der Linzer Altstadt, welche von seiner Tochter, Anja Schlotthauer bis 1997 fortgeführt wurde. 1991 wurde im Losensteiner Freihaus außerdem eine von Gattin Elsa geführte „Galerie EL-Avantgarde“ eröffnet, die bis zu Elsa Drobnys Tod 1995 bestand.
Nach Adolf Drobnys Tod wurde von Sohn Lucas Drobny eine große Ausstellung seiner Werke organisiert, die im Linzer Stadtmuseum Nordico, auf Schloss Hagenberg, bei den Wiener Festwochen und in der Pforzheimer Schmuckschule gezeigt wurde.

## Werke (Auswahl)
- Linzer Bürgermeisterkette, 1974
- Medaillen für Berufsolympiaden